# 12 (фільм)
12 — фільм виробництва Росії кінорежисера Микити Михалкова. Дата світового релізу 7 вересня 2007 року. Збори у світі 6,82 млн $.

## Сюжет
Судом присяжних розбирається справа про чеченського 18-річного юнака, обвинуваченого у вбивстві прийомного батька — офіцера російської армії, який воював у Чечні. Більша частина дії фільму присвячена обговоренню присяжними цієї справи, яка доповнена розповідями присяжних про різні життєві ситуації, а також флешбеками з дитинства підсудного в Чечні зі сценами, де він знаходиться в камері, очікуючи рішення присяжних.
У ході голосування лише один із присяжних (Сергій Маковецький) відмовляється голосувати за визнання вини підозрюваного, мотивуючи це лише тим, що настільки серйозне рішення не можна приймати поспішно. По мірі того, як суд присяжних знову перебирає факти, стає зрозуміло, що чеченського юнака підставили. Один за одним присяжні змінюють свій голос на «невинний».
Голова (Микита Міхалков), від початку зрозумівши, що юнак невинний, голосує за це останнім. На його думку на волі юнакові загрожує помста злочинців. У фіналі картини голова приймає чеченського юнака до себе.

## Актори
- Сергій Маковецький — перший присяжний
- Микита Михалков — другий присяжний
- Сергій Гармаш — третій присяжний
- Валентин Гафт — четвертий присяжний
- Олексій Петренко — п'ятий присяжний
- Юрій Стоянов — шостий присяжний
- Сергій Газаров — сьомий присяжний
- Михайло Єфремов — восьмий присяжний
- Олексій Горбунов — дев'ятий присяжний
- Сергій Арцібашев — десятий присяжний
- Віктор Вержбицький — одинадцятий присяжний
- Роман Мадянов — дванадцятий присяжний
- Олександр Адабаш'ян — судовий пристав
- Ігор Вєрник — свідок
- Наталія Суркова — суддя
- Ольга Хохлова — сусідка-свідок
- Абті Магамаєв — хлопчик
- Костянтин Глушков — адвокат
- Володимир Нефедов — прокурор
- В'ячеслав Гілінов — дідусь
- Любов Руднєва — дочка свідка
- Володимир Комаров — вітчим хлопчика
- Лаша Марихуба — гвардієць
- Феріт Мязітов — Горбачов
- Абдулбасир Гітінов — хлопчик
- Мікаел Базоркін — батько
- Меседо Салімова — мати
- Сослан Санакоєв — перший танцюрист
- Алан Цопанов — другий танцюрист
- Геннадій Терновський — командир групи захоплення
- Андрій Сухарьов — міліціонер
- Сергій Холмогоров — вбивця

## Нагороди і номінації
- У січні 2008 року фільм переміг у 5 номінаціях на російську національну кінонагороду «Золотий орел».
- Спеціальний «Золотий лев» 64-го Венеціанського кінофестивалю.
- Фільм «12» був обраний в шорт-лист номінантів на премію «Оскар» 2007 року в номінації «Найкращий фільм іноземною мовою».

## Касові збори
Під час показу в Україні, що розпочався 20 вересня 2007 року, протягом перших вихідних фільм демонстрували на 17 екранах, що дозволило йому зібрати $48,991 і посісти 4 місце в кінопрокаті того тижня. Фільм залишився на четвертій сходинці українського кінопрокату наступного тижня, адже демонструвався на 17 екранах і зібрав за ті вихідні ще $47,805. Загалом фільм у кінопрокаті України пробув 5 тижнів і зібрав $296,110, посівши 53 місце серед найбільш касових фільмів 2007 року.